# 青年路街道 (淄博市)
青年路街道，是中华人民共和国山東省淄博市周村区下辖的一个乡镇级行政单位。

## 行政区划
青年路街道下辖以下地区：
东街社区、航东社区、航北社区、新建社区、长行社区、小寨社区、桃园社区、凤鸣社区、西马村、东马村、黄营村和廿里铺村。